# Las cuecas del tío Roberto
Las cuecas del tío Roberto es un álbum de estudio de los cantautores chilenos Ángel Parra y Roberto Parra, hermano de Violeta Parra y tío de Ángel, lanzado en 1971. Corresponde al duodécimo álbum de estudio como solista de Ángel Parra.
En 1980 el disco fue reeditado en casete, y más tarde en CD. En 1996 fue publicado con otra carátula, y cambiando levemente el orden de las canciones.

## Lista de canciones
Toda la música compuesta por Roberto Parra. 
| Las cuecas del tío Roberto |                                       |          |  |
| N.º                        | Título                                | Duración |  |
| 1.                         | «El conventillo»                      |          |  |
| 2.                         | «Sin pasaporte»                       |          |  |
| 3.                         | «De puro cuaco» (o «Ya se fue el 71») |          |  |
| 4.                         | «Los sediciosos I»                    |          |  |
| 5.                         | «Los sediciosos II»                   |          |  |
| 6.                         | «El cabritilla»                       |          |  |
| 7.                         | «La ronda»                            |          |  |
| 8.                         | «El chute Alberto»                    |          |  |
| 9.                         | «La Bebé»                             |          |  |
| 10.                        | «Los pobretones I (2ª versión)»       |          |  |
| 11.                        | «Los pobretones II (2ª versión)»      |          |  |
| 12.                        | «La perra con el perro»               |          |  |
| 13.                        | «Quisiera ser como el perro»          |          |  |
| 14.                        | «Ya me voy d'espalda e'loro»          |          |  |